# Хироши Охаши
Хироши Охаши (јап. 大橋 浩司; 27. октобар 1959) бивши је јапански фудбалер н тренер.
Био је тренер јапанске фудбалске репрезентације за жене од 2004. до 2007.